# Louis Guillaume Fulconis
Pour les articles homonymes, voir Fulconis.
Louis Guillaume Fulconis né à Avignon le 15 février 1818 et mort à Paris (7ème) le 11 mai 1873, est un sculpteur français.
Il est l'auteur de statues en plâtre, en marbre, en bronze comme La Fortune. Ses statues en pierre ornent de nombreuses églises. Il a réalisé la Coupo Santo, symbole de la Provence mistralienne. Il est le père du peintre et sculpteur Victor Fulconis.

## Biographie
Louis Guillaume Fulconis est le fils de Pierre-Louis Fulconis, originaire de Saint-Étienne-de-Tinée. Pierre-Louis quitte son village du Haut Pays niçois pour travailler à Marseille où il se marie. En 1812, le couple rejoint Avignon, six ans plus tard naît Louis Guillaume.
Ses parents meurent en 1829, ce qui le contraint à travailler tout en suivant des cours à l'école des beaux-arts d'Avignon. Après avoir travaillé comme marbrier et ornemaniste à Avignon puis à Marseille, il est attiré par les nouvelles possibilités offertes par l'Algérie en 1835. Devenu entrepreneur sculpteur, il noue des amitiés chez les francs-maçons de la loge Bélisaire du Grand Orient de France Le peintre Hippolyte Lazerges le retrouve dans ses ateliers d'Alger, puis en Normandie et à Paris,.
Les œuvres de Fulconis, statues et bustes, ornent des bâtiments officiels, palais, églises, mosquées, et sont réputées jusqu'en métropole. Au début de la dégradation économique de l'Algérie, il part pour Paris en 1851 avec sa femme Éloïse Marché et son fils Victor. Il restaure des églises et expose à Paris au Salon de 1857 à 1872.

## Œuvres

### Œuvres dans les collections publiques

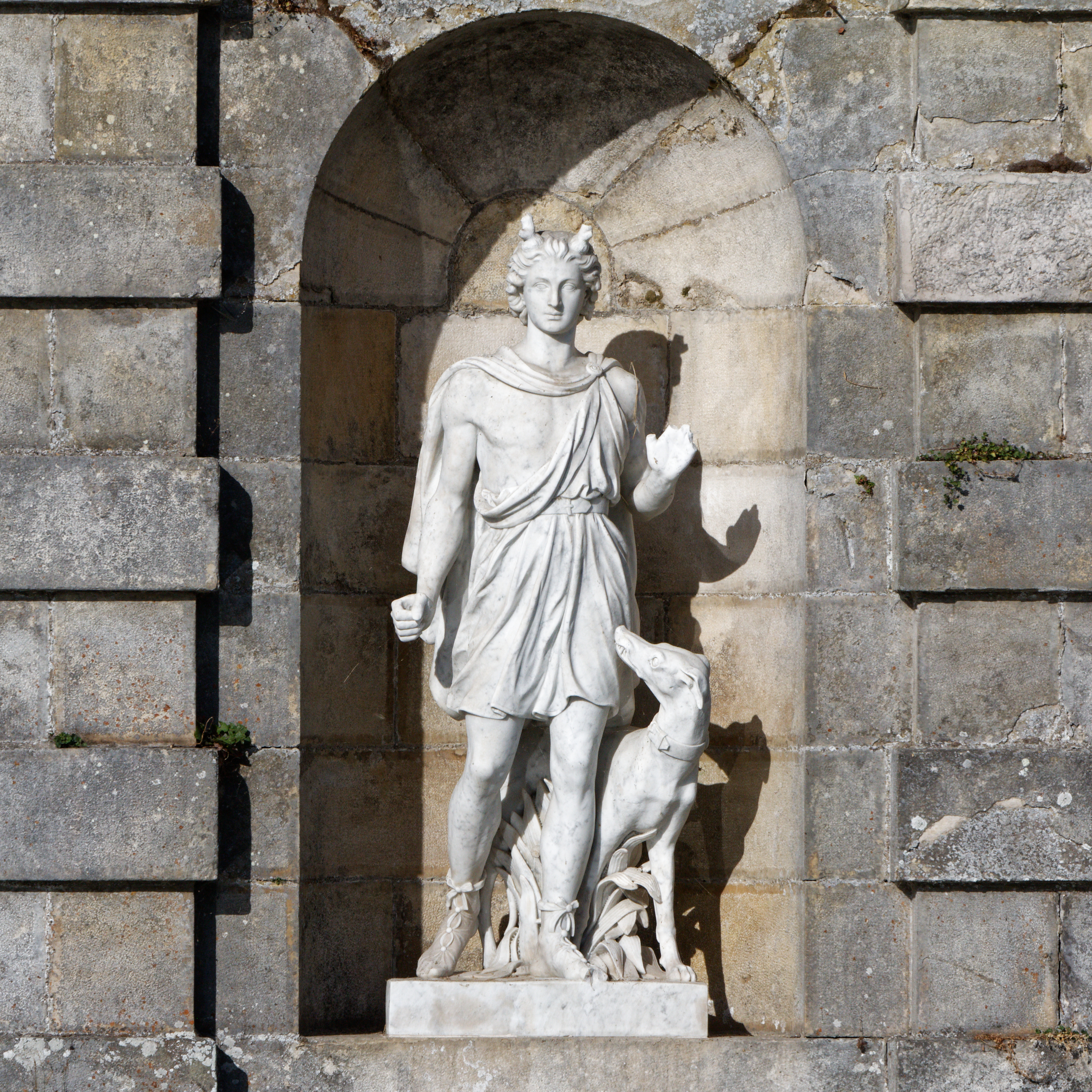
Actéon (1861), château de Fontainebleau.

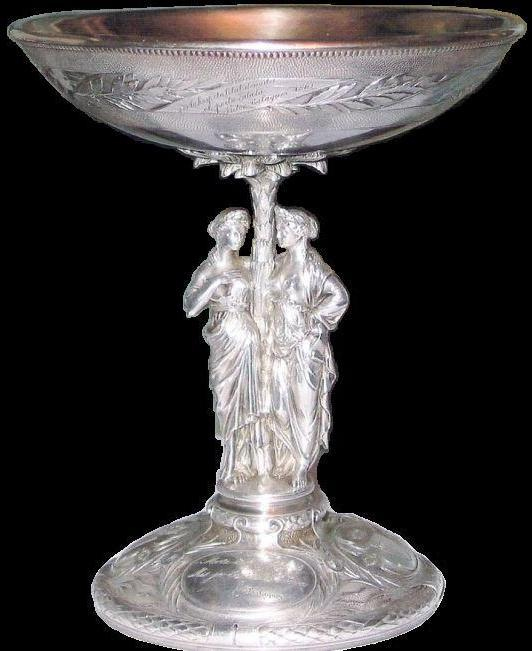
La Coupo Santo (1867), Arles, Museon Arlaten.

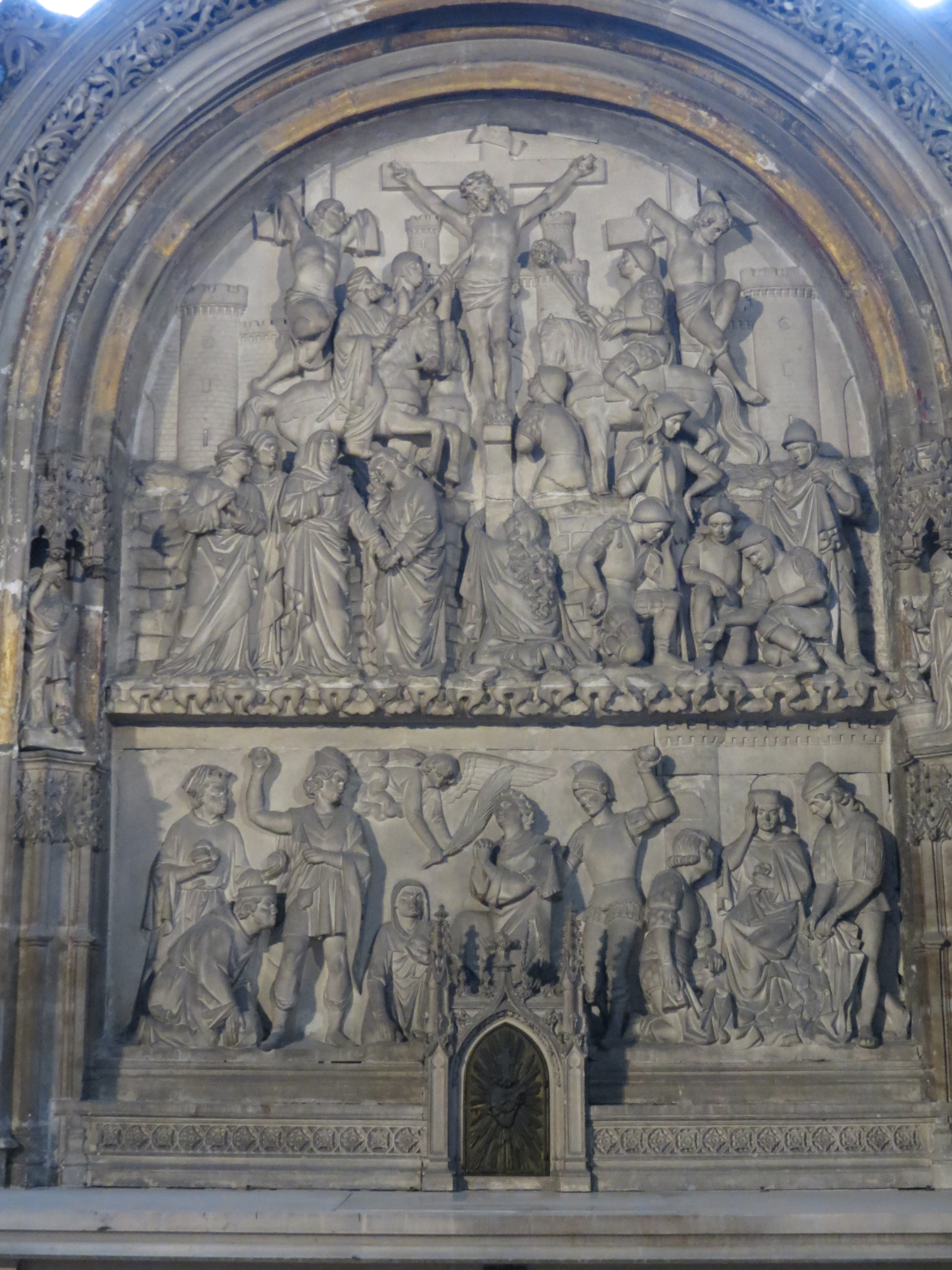
Crucifixion et martyre de saint Étienne (1872), cathédrale Notre-Dame de Rouen, chapelle Saint-Étienne-de-la-Grande-Église.

#### Algérie
- Alger[7],[11] :
  - Dar Aziza ;
  - Dar Hassan Pacha ;
  - Grande mosquée d'Alger ;
  - Mosquée Ketchaoua.
- Hippone : Monument à saint Augustin[12].

#### France
- Bonsecours, basilique Notre-Dame :
  - Le Calvaire[13] ;
  - Saint François d'Assise[14] ;
  - La Mer de bronze, Moïse et Aaron, groupe en terre cuite polychrome, 1,65 cm, côté sud du chœur[15].
- Douvres-la-Délivrande, basilique Notre-Dame-de-la-Délivrande[16].
- Fontainebleau, château de Fontainebleau : Actéon, 1861, statue en marbre, provient du palais du Louvre[17].
- Gray, musée Baron-Martin : Ouled Naïlet bayadère de pharaon, céramique polychrome, 40 × 44 × 25 cm.
- Mont-Saint-Aignan, église Saint-Thomas-de-Cantorbéry[18].
- Paris :
  - cimetière de Montmartre : M. et Mme Meyer[19].
  - cimetière du Montparnasse : Camille Raspail, buste en bronze.
  - église Saint-Laurent : Saint Barthélemy et Saint Jacques[20].
- Rouen :
  - abbaye Saint-Ouen :
    - autel pour la chapelle de la Vierge[21] ;
    - Saint-Joseph[22].

  - cathédrale Notre-Dame[23] :
    - Histoire de la Sainte-Vierge[24],[25] ;
    - Crucifixion et martyre de saint Étienne, 1872, haut-relief en pierre, retable de la chapelle Saint-Étienne-la-Grande-Église dans la tour de Beurre ;
    - Gisant du cardinal prince de Croy, 1856, chapelle de la Vierge.
- Versailles, château de Versailles : Buste du comte Eugène Guyot, 1864, marbre[26].

### Œuvresnon localisées
- Canéphore algérienne[27].
- Céres et la Fortune[28].
- Jiaccobi[29].
- Jouvenet, buste en plâtre[30].

### Sculpture d'édition
- Le Prince impérial, 1859, biscuit[31].

## Salons
- 1859 : Camille Raspail[29].
- 1861 : Retour du Marché[32].
- 1863 : Les Cerises[33].
- 1868 : La Princesse Clémence[34].
- 1869 : Mauresque d'Alger[35] ; Juive d'Alger[36].
- 1870 : Juif d'Alger essayeur de métaux ; Femme kabyle filant[37].

### Galerie

Œuvres de Louis Guillaume Fulconis
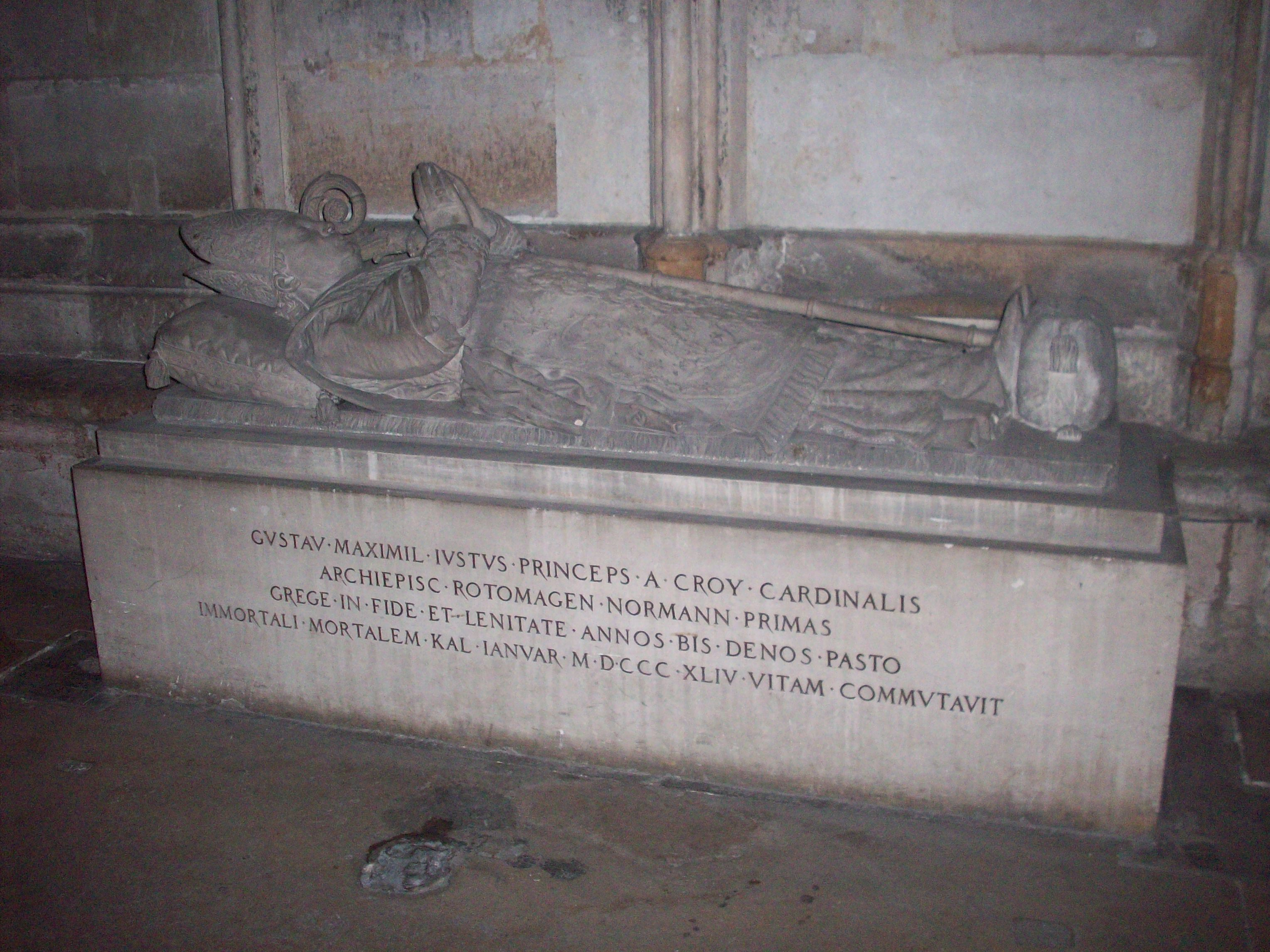
Gisant du cardinal prince de Croy (1856), cathédrale Notre-Dame de Rouen.
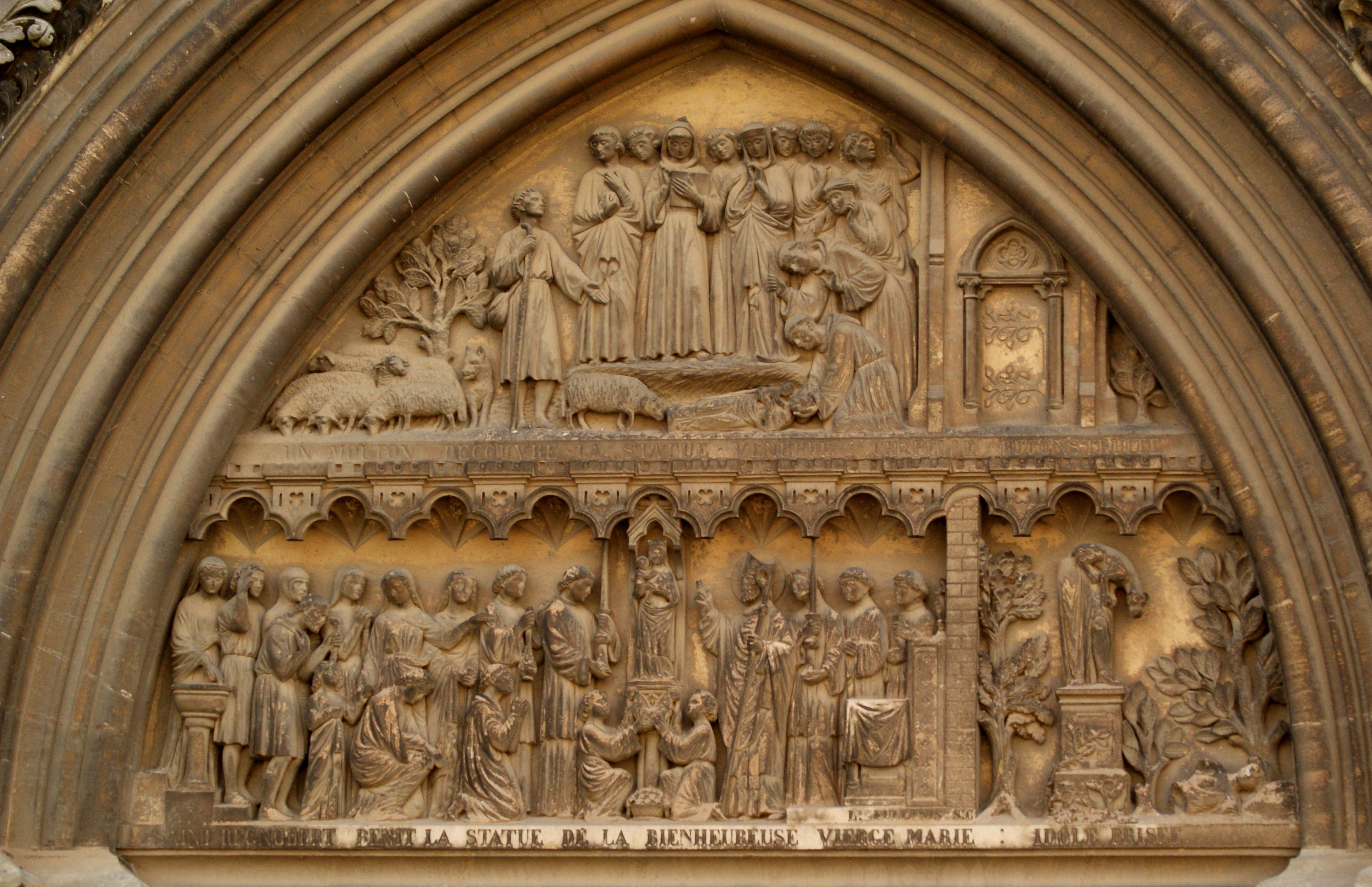
Tympan, basilique Notre-Dame-de-la-Délivrande, Douvres-la-Délivrande.
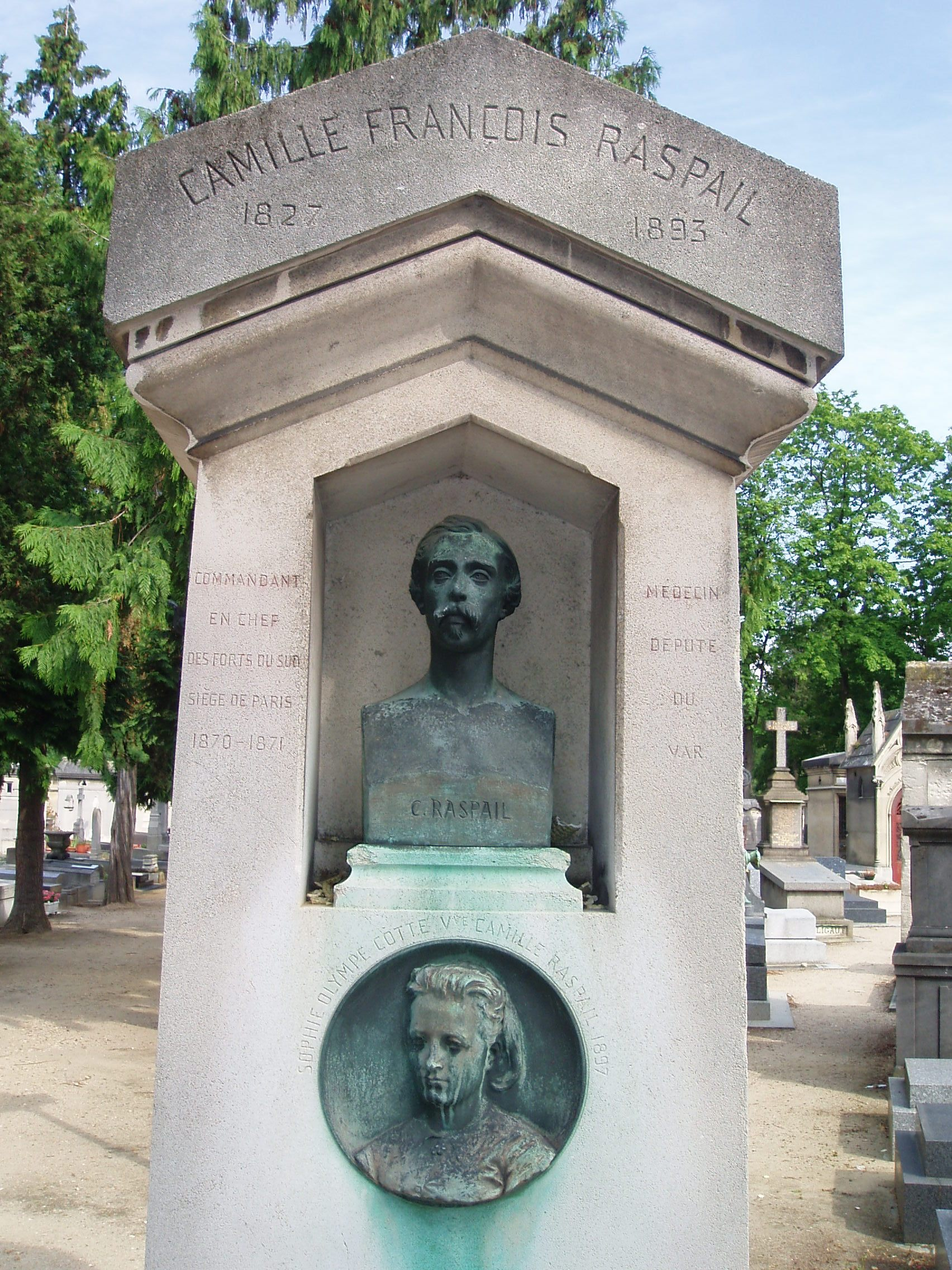
Camille Raspail, buste en bronze, Paris, cimetière du Montparnasse.